# Río Chané
Der Río Chané ist ein rechter Zufluss des Río Piraí im Tiefland des südamerikanischen Anden-Staates Bolivien.

## Flusslauf
Der Río Chané hat eine Gesamtlänge von 108 km, er verläuft in der Schwemmlandebene zwischen den beiden Flüssen Río Piraí im Westen und dem Río Grande im Osten. Er entspringt als Río Warnes nur knapp zwei Kilometer östlich des Flusstals des Río Piraí, vier Kilometer südwestlich der Stadt Warnes. Der Bachlauf des Río Warnes verläuft in nordöstlicher Richtung und passiert Warnes und die östlich der Stadt verlaufende Bahnlinie und vereinigt sich nach wenigen Kilometern mit anderen kleinen Bachläufen und trägt für die restlichen 100 km den Namen "Río Chané". Der Fluss verläuft bis zu seiner Mündung in einem nach Westen hin geöffneten Halbkreis, wobei er bis zur Kreuzung mit der Fernstraße Ruta 10 weitgehend in nördlicher Richtung fließt. Etwa 20 km später vereinigt er sich mit dem von rechts zufließenden Río Pailon und schwenkt dann in nordwestliche Richtung um. Acht Kilometer unterhalb der Ortschaft Chané Independencia mündet er von rechts kommend in den Río Piraí.

## Provinzen und Municipios
Der Río Chané durchfließt bis zur Vereinigung mit dem Río Pailon das Municipio Warnes in der Provinz Ignacio Warnes, anschließend die Municipios General Saavedra, Mineros, Fernández Alonso und San Pedro in der Provinz Obispo Santistevan.

## Ökologie
Das Flussbett des Río Chané ist nicht kanalisiert und über weite Strecken von einem mindestens 50 Meter breiten Buschstreifen eingefasst.
Da der Fluss durch eine gerade in den letzten Jahrzehnten landwirtschaftlich zunehmend intensiv genutzte Region fließt, führt die Düngung mit Mineralsalzen zunehmend zu einem Überangebot an Mineralstoffen (Eutrophierung) im Wasser. Hinzu kommt eine Gefährdung durch ungeklärte Abwässer der ortsansässigen Industrie.